# Actinopus coboi
Espèce
Actinopus coboi est une espèce d'araignées mygalomorphes de la famille des Actinopodidae.

## Distribution
Cette espèce est endémique d'Uruguay. Elle se rencontre dans les Cerros de San Juan dans le département de Colonia.

## Description
La femelle holotype mesure 16,00 mm.

## Étymologie
Cette espèce est nommée en l'honneur de Rafael Cobo.

## Publication originale
- Ríos-Tamayo, 2019 : Four new species of Actinopus (Mygalomorphae: Actinopodidae) from Uruguay. Zootaxa, no 4624(4), p. 523-538.